# Огороды (Карагандинская область)
Огороды (каз. Огороды) — село в Абайском районе Карагандинской области Казахстана. Входит в состав Самарского сельского округа. Код КАТО — 353281400.

## Население
В 1999 году население села составляло 127 человек (57 мужчин и 70 женщин). По данным переписи 2009 года, в селе проживало 86 человек (42 мужчины и 44 женщины).